# Хосімар Алькосер
Хосіма́р Анхе́ло Алько́сер Макку́к (ісп. Josimar Angelo Alcócer McCook; нар. 7 липня 2004, Сан-Хосе) — костариканський футболіст, нападник бельгійського клубу «Вестерло» і збірної Коста-Рики.

## Клубна кар'єра

### «Алахуеленсе»
Вихованець клубу «Алахуеленсе», за основний склад якого дебютував у 1 серпня 2021 року в матчі костариканської Прімери проти «Спортінга» (Сан-Хосе), замінивши Барлона Секейру. 12 вересня того ж року забив свій перший гол за клуб у ворота «Гуадалупе».
22 вересня 2021 року дебютував в Лізі КОНКАКАФ, вийшовши на заміну проти гватемальського клубу «Гуастоя».

### «Вестерло»
14 серпня 2023 року перейшов у бельгійський клуб «Вестерло», підписавши п'ятирічний контракт. Сума трансферу становила близько 1 млн євро. 20 серпня дебютував за нову команду, вийшовши на заміну Матії Фрігану в матчі Ліги Жупіле проти «Андерлехта». Через травму коліна пропустив більшу частину сезону 2023–24, вперше з'явившись на полі 31 березня 2024 року, коли вийшов на заміну в матчі проти «Сінт-Трейдена». 13 квітня 2024 року в поєдинку Ліги Жупіле з «Мехеленом» забив свій перший гол за «Вестерло». Всього в дебютному сезоні провів за «Вестерло» 10 матчів, в яких відзначився 1 м'ячем.

## Кар'єра в збірній
Виступав за збірну Коста-Рики до 20 років, в складі якої 2022 року виступав на молодіжному чемпіонаті КОНКАКАФ в Гондурасі. На турнірі провів 5 поєдинків, відзначившись голом проти однолітків з Тринідаду і Тобаго, а костариканці дійшли до чвертьфіналу, де поступилися американцям.
17 березня 2023 року вперше викликаний до збірної Коста-Рики головним тренером Луїсом Фернандо Суаресом для участі в матчах Ліги націй КОНКАКАФ проти збірних Мартиніки та Панами. 26 березня дебютував за збірну Коста-Рики, вийшовши в стартовому складі в поєдинку з Мартинікою.
2 червня 2023 року потрапив до заявки збірної Коста-Рики для участі в матчах Золотого кубку КОНКАКАФ 2023. На турнірі зіграв у матчах групового етапу проти збірних Панами, Сальвадора та Мартиніки, а також у чвертьфіналі, в якому костарианці програли мексиканцям.
6 червня 2024 року забив свій перший м'яч за збірну Коста-Рики в поєдинку відбіркового турніру до чемпіонату світу 2026 проти збірної Сент-Кіттс і Невісу. 11 червня того ж року включений в заявку збірної Коста-Рики для участі в матчах фінальної частини Кубка Америки 2024 в США. На турнірі зіграв у матчах групового етапу проти збірних Колумбії та Парагваю, відзначившись голом проти парагвайців, а костариканці не вийшли з групи, посівши 3-тє місце.

## Статистика виступів

### Клубна статистика
Станом на 9 серпня 2025 
| Клуб              | Сезон             | Чемпіонат         | Чемпіонат | Чемпіонат | Кубок | Кубок | Континентальні | Континентальні | Інші  | Інші | Всього | Всього |
| Клуб              | Сезон             | Дивізіон          | Матчі     | Голи      | Матчі | Голи  | Матчі          | Голи           | Матчі | Голи | Матчі  | Голи   |
| ----------------- | ----------------- | ----------------- | --------- | --------- | ----- | ----- | -------------- | -------------- | ----- | ---- | ------ | ------ |
| Алахуеленсе       | 2021–22           | Прімера           | 19        | 2         | 0     | 0     | 1              | 0              | —     | —    | 20     | 2      |
| Алахуеленсе       | 2022–23           | Прімера           | 34        | 4         | 6     | 2     | 4              | 0              | —     | —    | 44     | 6      |
| Алахуеленсе       | 2023–24           | Прімера           | 3         | 0         | 0     | 0     | 1              | 0              | 0     | 0    | 4      | 0      |
| Алахуеленсе       | Всього            | Всього            | 56        | 6         | 6     | 2     | 5              | 0              | 0     | 0    | 68     | 8      |
| Вестерло          | 2023–24           | Про-ліга          | 10        | 1         | 0     | 0     | —              | —              | —     | —    | 10     | 1      |
| Вестерло          | 2024–25           | Про-ліга          | 32        | 1         | 2     | 0     | —              | —              | —     | —    | 34     | 1      |
| Вестерло          | 2025–26           | Про-ліга          | 3         | 1         | 0     | 0     | —              | —              | —     | —    | 3      | 1      |
| Вестерло          | Всього            | Всього            | 45        | 3         | 2     | 0     | 0              | 0              | 0     | 0    | 47     | 3      |
| Всього за кар'єру | Всього за кар'єру | Всього за кар'єру | 101       | 9         | 8     | 2     | 5              | 0              | 0     | 0    | 115    | 11     |

1. ↑  Матчі в Лізі КОНКАКАФ
2. ↑  2 матчі в Лізі КОНКАКАФ, 2 матчі в Лізі чемпіонів КОНКАКАФ
3. ↑  Матчі в Центральноамериканському кубку КОНКАКАФ

### Міжнародна статистика
Станом на 30 червня 2025 
| Збірна            | Сезон             | Товариські | Товариські | Офіційні | Офіційні | Всього | Всього |
| Збірна            | Сезон             | Матчі      | Голи       | Матчі    | Голи     | Матчі  | Голи   |
| ----------------- | ----------------- | ---------- | ---------- | -------- | -------- | ------ | ------ |
| Коста-Рика        |                   |            |            |          |          |        |        |
| 2023              | 1                 | 0          | 6          | 0        | 7        | 0      |        |
| 2024              | 2                 | 0          | 7          | 3        | 9        | 3      |        |
| 2025              | 0                 | 0          | 8          | 3        | 8        | 3      |        |
| Всього за кар'єру | Всього за кар'єру | 3          | 0          | 21       | 6        | 24     | 6      |

### Матчі за збірну
Станом на 30 червня 2025 
| Матчі Хосімара Алькосера за збірну Коста-Рики | Матчі Хосімара Алькосера за збірну Коста-Рики | Матчі Хосімара Алькосера за збірну Коста-Рики | Матчі Хосімара Алькосера за збірну Коста-Рики | Матчі Хосімара Алькосера за збірну Коста-Рики | Матчі Хосімара Алькосера за збірну Коста-Рики | Матчі Хосімара Алькосера за збірну Коста-Рики | Матчі Хосімара Алькосера за збірну Коста-Рики |
| №                                             | Дата                                          | Суперник                                      | Рахунок                                       | Голи                                          | Картки                                        | Хвилини                                       | Змагання                                      |
| --------------------------------------------- | --------------------------------------------- | --------------------------------------------- | --------------------------------------------- | --------------------------------------------- | --------------------------------------------- | --------------------------------------------- | --------------------------------------------- |
| 1                                             | 26 березня 2023                               | Мартиніка                                     | 2–1                                           |                                               |                                               | 82'                                           | Ліга націй КОНКАКАФ 2022–23 (А)               |
| 2                                             | 29 березня 2023                               | Панама                                        | 0–1                                           |                                               |                                               | 60'                                           | Ліга націй КОНКАКАФ 2022–23 (А)               |
| 3                                             | 21 червня 2023                                | Еквадор                                       | 1–3                                           |                                               |                                               | 90'                                           | Товариський матч                              |
| 4                                             | 27 червня 2023                                | Панама                                        | 1–2                                           |                                               | 15'                                           | 72'                                           | Золотий кубок КОНКАКАФ 2023                   |
| 5                                             | 1 липня 2023                                  | Сальвадор                                     | 1–1                                           |                                               |                                               | 90'                                           | Золотий кубок КОНКАКАФ 2023                   |
| 6                                             | 5 липня 2023                                  | Мартиніка                                     | 6–4                                           |                                               |                                               | 63'                                           | Золотий кубок КОНКАКАФ 2023                   |
| 7                                             | 9 липня 2023                                  | Мексика                                       | 0–2                                           |                                               |                                               | 82'                                           | Золотий кубок КОНКАКАФ 2023                   |
| 8                                             | 27 березня 2024                               | Аргентина                                     | 1–3                                           |                                               |                                               | 68'                                           | Товариський матч                              |
| 9                                             | 31 травня 2024                                | Уругвай                                       | 0–0                                           |                                               |                                               | 59'                                           | Товариський матч                              |
| 10                                            | 6 червня 2024                                 | Сент-Кіттс і Невіс                            | 4–0                                           | 1                                             |                                               | 25'                                           | Відбіркові матчі ЧС-2026                      |
| 11                                            | 9 червня 2024                                 | Гренада                                       | 3–0                                           |                                               |                                               | 64'                                           | Відбіркові матчі ЧС-2026                      |
| 12                                            | 29 червня 2024                                | Колумбія                                      | 0–3                                           |                                               |                                               | 24'                                           | Фінальні матчі КА-2024                        |
| 13                                            | 3 липня 2024                                  | Парагвай                                      | 2–1                                           | 1                                             | 16'                                           | 68'                                           | Фінальні матчі КА-2024                        |
| 14                                            | 6 вересня 2024                                | Гваделупа                                     | 3–0                                           |                                               |                                               | 63'                                           | Ліга націй КОНКАКАФ 2024–25 (А)               |
| 15                                            | 10 вересня 2024                               | Гватемала                                     | 0–0                                           |                                               |                                               | 27'                                           | Ліга націй КОНКАКАФ 2024–25 (А)               |
| 16                                            | 12 жовтня 2024                                | Суринам                                       | 1–1                                           | 1                                             | 51'                                           | 51'                                           | Ліга націй КОНКАКАФ 2024–25 (А)               |
| 17                                            | 21 березня 2025                               | Беліз                                         | 7–0                                           | 1                                             |                                               | 32'                                           | Відбіркові матчі Золотого кубка КОНКАКАФ 2025 |
| 18                                            | 26 березня 2025                               | Беліз                                         | 6–1                                           |                                               |                                               | 90'                                           | Відбіркові матчі Золотого кубка КОНКАКАФ 2025 |
| 19                                            | 8 червня 2025                                 | Багамські Острови                             | 8–0                                           |                                               |                                               | 90'                                           | Відбіркові матчі ЧС-2026                      |
| 20                                            | 11 червня 2025                                | Тринідад і Тобаго                             | 2–1                                           |                                               |                                               | 86'                                           | Відбіркові матчі ЧС-2026                      |
| 21                                            | 16 червня 2025                                | Суринам                                       | 4–3                                           | 1                                             |                                               | 24'                                           | Золотий кубок КОНКАКАФ 2025                   |
| 22                                            | 19 червня 2025                                | Домініканська Республіка                      | 2–1                                           | 1                                             | 87'                                           | 88'                                           | Золотий кубок КОНКАКАФ 2025                   |
| 23                                            | 23 червня 2025                                | Мексика                                       | 0–0                                           |                                               |                                               | 90'                                           | Золотий кубок КОНКАКАФ 2025                   |
| 24                                            | 30 червня 2025                                | США                                           | 2–2 (пен. 2–4)                                |                                               | 68'                                           | 88'                                           | Золотий кубок КОНКАКАФ 2025                   |

Всього: 24 матчі / 6 голів; 12 перемог, 5 нічиїх, 7 поразок.